# Imigração alemã na Argentina
A imigração alemã na Argentina é integrada por teuto-argentinos (alemão: Deutschargentinier; espanhol: germano-argentinos) são alemães emigraram para a Argentina e os argentinos de ascendência alemã. O termo "alemão" geralmente refere-se aos alemães étnicos que emigraram para a Argentina da Alemanha, mas também em certa quantidade é considerada no mesmo grupo de imigrantes provenientes da Áustria, Hungria, Rússia (Alemães do Volga), Suíça, Luxemburgo, a ex-Jugoslávia e outros países europeus.
Durante o século XX, Argentina, juntamente com o Brasil, foram os principais receptores de imigrantes alemães na América do Sul. É por isso que alguns teuto-argentinos, ou seus antepassados, foram previamente com base no Brasil, e mais tarde eles emigraram para a Argentina. Enquanto a Alemanha como uma entidade política foi fundada em 1871, a língua e cultura alemã têm sido tradicionalmente mais importante do que o país de origem como a base da consciência étnica e nacional dos alemães. No entanto, os alemães falam dialetos diferentes em diferentes regiões específicas, como o frisão, pomerânio, prussiano, suábio, plautdietsch, hunsrückisch, alemão do Volga e outros. Hoje, os descendentes de alemães são o quarto maior grupo étnico na Argentina com mais de 1 milhão de descendentes de alemães do Volga, apenas 2% da população da Argentina apenas dizendo descendentes dos descendentes cidadãos alemães do Volga , excluindo os descendentes de alemães étnicos e o resto das comunidades alemãs no país, como muitos alemães étnicos foram registrados com outras nacionalidades. Assim, se a descida completa e parcial deste grupo étnico é contado, a percentagem aumentaria mais do que duplicou.

## História

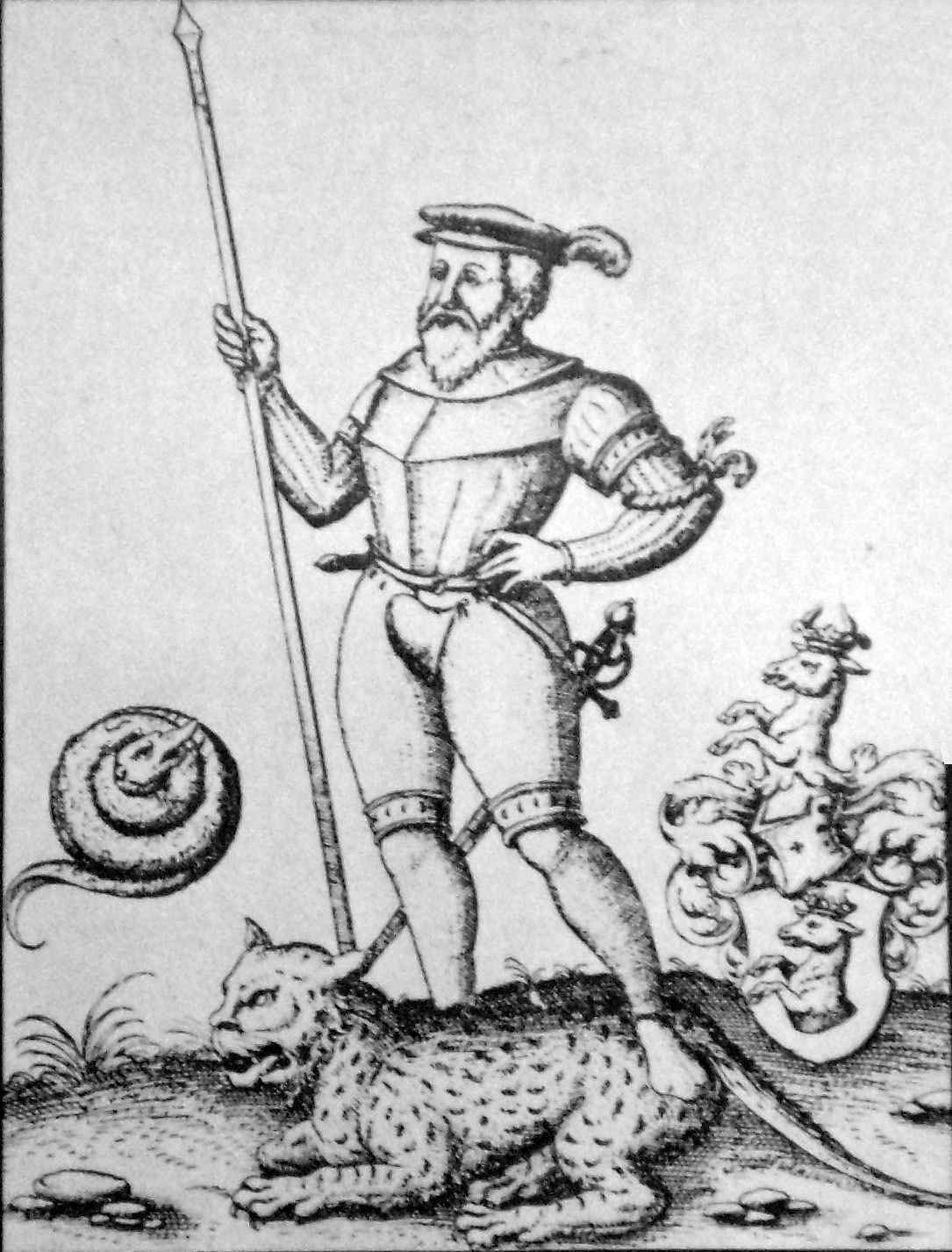
Ulrico Schmidl, o primeiro alemão a chegar na atual Argentina.

O primeiro alemão no Rio de la Plata foi Ulrico Schmidl, mercenário, soldado, viajante e cronista notável pela publicação em 1567 de sua verdadeira descrição, a conta de sua participação na conquista e colonização da bacia do rio Paraná ao longo vinte anos.